# Megavolley
Megavolley (sponsorsnamn: Megabox Vallefoglia) är en volleybollklubb från Vallefoglia, Italien. Klubben grundades 2019. Genom att ta över ett annat lags spellicens kunde de starta direkt i serie B1, där de kom tvåa i serien. Genom att ta över Polisportiva Due Principatis spellicens kunde de gå upp i serie A2. Där vann de uppflyttningscupen, vilket gjorde att laget kvalificerade sig för den högsta serien inom italiensk volleyboll, serie A1 2021–2022. Där kom de nia första säsongen och klarade sig därigenom med viss marginal kvar i serien.